# Adrien Fournier
Pour les articles homonymes, voir Fournier.
 (septembre 2018).
Adrien Fournier, né le 31 mars 1978 à Enghien-les-Bains (Val-d'Oise), est un auteur français, notamment de bande dessinée.

## Biographie
Après une enfance à Soisy-sous-Montmorency dans la cité du noyer crapaud, un parcours scolaire chaotique et un baccalauréat Arts appliqués, Adrien Fournier rentre en 1999 à l’École supérieure des arts décoratifs de Strasbourg, école dont il sortira en 2005.
Auteur de bande dessinée depuis qu’il « sait tenir un stylo » il choisit très tôt de s’orienter dans l’audiovisuel pour devenir réalisateur. Pourtant il ne finira aucun de ses films. Notamment Subreptice & cautel, un film d’animation qu’il poursuit depuis 2001 et qui le dégoûta du métier d'animateur[réf. souhaitée].
Des bandes dessinées de cette période naîtra un recueil : Le pays réel très inspiré par Reiser, il y travaille notamment la psychologie des personnages et leurs névroses. La mise en scène est marquée par le cinéma : utilisation du plan fixe, cases muettes, personnages passant du second au premier plan…
C’est ce livre qui lui permit de rencontrer Frédéric Cambourakis, éditeur du même nom, qui décida d’éditer Les plans de la ville en 2009, une bande dessinée où Adrien Fournier s’inspire de sa jeunesse en banlieue et de sa vie dans le quartier populaire de Belleville. Adrien Fournier a également édité chez Cambourakis, en 2011, Sur le terrain, l'histoire d'une équipe de télévision réalisant des reportages à travers la France.
Le style graphique d’Adrien Fournier tient, aux dires de son auteur, de la BD belge (Franquin).
Ses personnages se caractérisent par un mélange de traits simples et de motifs répétés.
Depuis février 2013, il fait un retour à l'animation avec la série Les Locataires, qu'il réalise, écrit et interprète.
La série Les Superhéros, mettant en scène des objets transformés en super héros, par assignation d'une cape, d'yeux, d'une bouche et de membres est diffusée aux États-Unis par la compagnie Troma depuis 2023.
Aux Arts décoratifs de Strasbourg, il rencontre l'institut Pacôme, éditeur spécialiste en micro édition, il participe notamment à Impudicus 2 et Impudicus 3 et à un livre de coloriage.
De sa participation à des ouvrages collectifs, notons encore sa présence régulière dans le collectif Onapratut.
Adrien Fournier a fait de la figuration dans des films, dont L'École du pouvoir de Raoul Peck ou Coco avant Chanel d'Anne Fontaine.
Adrien Fournier participe à plusieurs groupes musicaux, il a été bassiste des « Moules masquées », compositeur de musique concrète et chanteur.
Certain de ses premiers travaux sont signés « Didi ».

## Publications (hors ouvrages collectifs)
- Je suis un garçon manqué, 2001
- Le Pays réel, 2005
- Les Plans de la ville, éditions Cambourakis,2009
- Sur le terrain, 2011
- Pourquoi le quartier a-t-il autant changé ?, 2011
- Souvenirs de Sabúra, 2019